# توئنتی
توئنتی (انگلیسی: Tuenti) شرکت مخابرات اسپانیایی است، که در سال ۲۰۰۶ تأسیس شد.